# Vilkija
Vilkija är en ort i Litauen. Den ligger i den centrala delen av landet, 120 km väster om huvudstaden Vilnius. Vilkija ligger 78 meter över havet och antalet invånare är 2 289.
Terrängen runt Vilkija är platt. Runt Vilkija är det ganska tätbefolkat, med 56 invånare per kvadratkilometer. Vilkija är det största samhället i trakten. Omgivningarna runt Vilkija är en mosaik av jordbruksmark och naturlig växtlighet.